# Phil Urso
Phil Urso, né à Jersey City dans le New Jersey, le 2 octobre 1925 et mort à Denver dans le Colorado, le 7 avril 2008 est un saxophoniste ténor américain.

## Biographie
Né à Jersey City, Phil Urso grandit à Denver où sa famille s'est installée, à partir du milieu des années 1930. Pendant la guerre il sert dans l'U.S. Navy. Il échappe de peu à la mort en 1943, au large de Saipan, quand un kamizake percute le navire sur lequel il se trouve.
Dès 1948 il enregistre son premier 78 tours. En 1949, Il joue dans l'orchestre d'Elliot Lawrence, où il rencontre Gerry Mulligan, puis dans celui de Woody Herman. En 1952, il enregistre une session avec Bill Triglia, Tony Fruscella, Red Mitchell. En 1955 paraît son premier disque comme leader, The philosophy of Urso sur Savoy Records.
En 1954 après avoir tourné avec Miles Davis, il rejoint le groupe de Chet Baker et restera associé avec ce dernier pendant seize ans.
Dans les années 1960, il retourne à Denver et continue à se produire dans les clubs, avant de réenregistrer un disque en 2002 avec le trompettiste Carl Saunders.

## Discographie partielle

### Comme leader
- 2002 : Phil Urso and Carl Saunders : Salute Chet Baker, Jazzed Media – JM1001

### Comme sideman
- 1956 : Chet Baker : Chet Baker & Crew, Pacific Jazz Records PJ-1224
- 1956 : Chet Baker : Big Band, Pacific Jazz Records PJ-1229
- 1956 : Chet Baker et Art Pepper : Playboys, Pacific Jazz Records PJ-1234

## Sources
- Marc Myers, Biographie à jazzwax.com